# Capitalismo rentista
Capitalismo rentista o capitalismo de rentas es un término marxista utilizado en la actualidad para describir la creencia en prácticas económicas de monopolización de acceso a cualquier clase de propiedad (física, financiera, intelectual, etc.), y obteniendo así cantidades significativas de beneficios sin contribuir a la sociedad. El origen del término no está muy claro; aunque a menudo se asocia al marxismo, la combinación de las palabras "rentista" y "capitalismo" nunca fue utilizada por el propio Karl Marx.
En ocasiones es asimilable al concepto de capitalismo patrimonial.

## Uso por marxistas
En sus trabajos iniciales, Karl Marx yuxtapuso los términos "rentista" y "capitalista" para demostrar que un rentista tiende hacia el agotamiento de sus beneficios, mientras que un capitalista debe reinvertir la mayoría de la plusvalía para sobrevivir a la competencia. Escribió: "Por tanto, los recursos de los rentistas extravagantes disminuyen a diario en una proporción inversa a las crecientes posibilidades y tentaciones de placer. Debe, por tanto, o consumir su capital él mismo, provocando su propia ruina, o devenir un capitalista industrial....".
Aun así, Marx creía que el capitalismo estaba intrínsecamente edificado sobre prácticas de usura y, de este modo, derivando inevitablemente en la separación de la sociedad en dos clases: una compuesta por quienes producen valor y otra, que se alimenta de la primera. En "Teorías de plusvalía" (escrito entre 1862-1863), declara: "... que el interés (en contraste con el beneficio industrial) y las rentas (en forma de bienes raíces creada por la producción capitalista en sí) son superfetaciones que no son esenciales para la producción capitalista y de las cuales se puede librar. Si este ideal burgués fuese verdaderamente realizable, el único resultado sería que la totalidad de la plusvalía iría directamente al capitalista industrial, y la sociedad sería reducida (económicamente) a la sencilla contradicción entre capital y trabajo asalariado, una simplificación que de hecho aceleraría la disolución de este modo de producción." 

"De ahí el crecimiento extraordinario de una clase, o más bien de un estrato de rentistas, es decir, personas que viven de 'juntar cupones' [en el sentido de recoger intereses sobre bonos], que no toman parte en ninguna empresa, cuya profesión es la ociosidad. La exportación de capital, una de las bases económicas más esenciales del imperialismo, aísla todavía más si cabe a los rentistas de la producción y establece el sello de parasitismo sobre toda la nación que vive de explotar el trabajo de varios países y colonias extranjeras".

Por tanto, queda claro que el término "capitalismo rentista" no pudo ser acuñado por marxistas sencillamente debido a la redundancia de las palabras que lo componen. El pensamiento marxista percibe al capitalismo como inherentemente "rentista", o basado en la usura, el cual finalmente conduciría a su propia desaparición precisamente debido a la deficiencia interna en su organización.

## Uso actual
Probablemente debido a que en la actualidad el capitalismo se percibe de un modo positivo, el uso actual que se da a "capitalismo rentista" es a menudo despectivo y opuesto al capitalismo "normal", tal como libre empresa y empresa privada. Suele utilizarse para describir una desviación de las prácticas beneficiosas de los capitalistas, y sólo cuando se hace evidente un daño sustancial a la sociedad. Por otro lado, el término estado rentista se utiliza principalmente para definir a un estado que deriva todos sus ingresos nacionales, o una parte sustancial de ellos, de arrendar recursos autóctonos a clientes externos, en lugar de su significado original, un estado imperialista que prospera del trabajo de otros países y colonias.